# Apertyzacja
Apertyzacja – metoda sterylizacji polegająca na utrwalaniu żywności w opakowaniach hermetycznie zamkniętych, przeprowadzana w urządzeniach zwanych autoklawami. Parametry sterylizacji konserw oprócz temperatury i czasu sterylizacji, obejmują również – ze względu na proces wymiany ciepła – czas podgrzania konserwy do temperatury sterylizacji oraz czas ochładzania konserwy po sterylizacji. Parametry sterylizacji konserw zapisuje się umownie według formuły:
łp: łs / ts : łc,
gdzie:
łp – czas podgrzewania konserwy do temperatury sterylizacji [min]
łs – czas sterylizacji [min]
ts – temperatura sterylizacji [°C]
łc – czas chłodzenia  konserwy po sterylizacji [min]
W praktyce przemysłowej czas podgrzewania i chłodzenia konserw wyznacza się empirycznie. Zbyt krótkie czasy podgrzewania opakowań do temperatury sterylizacji lub zbyt szybkie schłodzenie po zakończeniu sterylizacji powodują mechaniczne uszkodzenia opakowań lub są przyczyną bombaży technicznych.
Nazwa metody pochodzi od nazwiska jej wynalazcy, francuskiego kucharza Nicolasa Apperta.